# Плавання на Чемпіонаті світу з водних видів спорту 2023 — естафета 4x100 метрів комплексом (чоловіки)
Змагання з плавання в естафеті 4x100 метрів комплексом серед чоловіки на Чемпіонаті світу з водних видів спорту 2023 відбулися 30 липня 2023 року.

## Рекорди
Перед початком змагань світовий рекорд і рекорд чемпіонатів світу були такими:
| Світовий рекорд          | США | 3:26.78 | Токіо (Японія) | 1 серпня 2021 |
| Рекорд чемпіонатів світу | США | 3:27.28 | Рим (Італія)   | 2 серпня 2009 |

Під час змагань встановлено такі світові рекорди.
| Дата     | Заплив | Країна | Час     | Рекорд |
| -------- | ------ | ------ | ------- | ------ |
| 30 липня | Фінал  | США    | 3:27.20 | CR     |

## Результати

### Попередні запливи
Попередні запливи розпочалися о 10:58 за місцевим часом.
| Місце | Заплив | Доріжка | Країна          | Плавчині | Час     | Примітки |
| ----- | ------ | ------- | --------------- | --- | ------- | -------- |
| 1     | 2      | 4       | США             | Гантер Армстронґ (52.45) Джош Матені (59.12) Томас Гілман (51.61) Метт Кінг (47.33)                                  | 3:30.51 | Q        |
| 2     | 3      | 3       | Франція         | Мевен Томак (53.40) Леон Маршан (59.57) Максім Груссе (50.47) Адрієн Сальван (48.17)                                 | 3:31.61 | Q        |
| 3     | 2      | 5       | Австралія       | Бредлі Вудворд (53.64) Самуель Вілльямсон (59.60) Метью Темпл (50.82) Кай Тейлор (47.69)                             | 3:31.75 | Q        |
| 4     | 2      | 6       | Китай           | Сюй Цзяюй (53.16) Ян Цзібей (59.04) Сунь Цзяцзюнь (52.35) Ванг Хаю (47.34)                                           | 3:31.89 | Q        |
| 5     | 2      | 3       | Німеччина       | Оле Брауншвайґ (53.96) Лукас Мацерат (58.87) Ян Ерік Фрізе (51.29) Йоша Сальхов (47.99)                              | 3:32.11 | Q        |
| 6     | 2      | 7       | Канада          | Хав'єр Асеведо (54.35) Джеймс Дергусофф (1:00.10) Джошуа Льєндо (50.02) Руслан Ґазієв (47.64)                        | 3:32.11 | Q        |
| 7     | 2      | 2       | Японія          | Рьосуке Іріє (54.00) Іппей Ватанабе (59.58) Наокі Мідзунума (51.34) Кацухіро Мацумото (47.44)                        | 3:32.36 | Q        |
| 8     | 3      | 5       | Велика Британія | Олівер Морган (53.74) Джеймс Вілбі (59.81) Джеймс Ґай (51.36) Томас Дін (48.36)                                      | 3:33.27 | Q        |
| 9     | 3      | 4       | Італія          | Томас Чеккон (53.67) Ніколо Мартіненьї (59.65) П'єро Кодіа (51.81) Мануель Фріго (48.41)                             | 3:33.54 |          |
| 10    | 2      | 1       | Південна Корея  | Лі Джу Хо (54.51) Чой Донг Йоль (59.45) Кім Йонг Бом (52.06) Хван Сон У (48.23)                                      | 3:34.25 | NR       |
| 11    | 3      | 6       | Австрія         | Бернгард Райтсгаммер (54.72) Валентін Баєр (59.68) Зімон Бухер (51.87) Гайко Ґіґлер (48.31)                          | 3:34.58 |          |
| 12    | 3      | 2       | Польща          | Ксаверій Масюк (54.55) Давід Вєкєра (1:00.53) Адріан Яскєвич (51.84) Каміл Серадзький (47.74)                        | 3:34.66 |          |
| 13    | 1      | 4       | Ірландія        | Конор Фергюсон (54.14) Дарра Ґрін (1:00.03) Макс Маккакер (52.27) Шейн Раян (48.59)                                  | 3:35.03 |          |
| 14    | 3      | 1       | Іспанія         | Уго Гонсалес (53.64) Карлес Колл (1:00.45) Маріо Молла (51.78) Сезар Кастро (49.26)                                  | 3:35.13 |          |
| 15    | 1      | 5       | Швейцарія       | Роман Мітюков (54.47) Жеремі Депланш (1:00.96) Ное Понті (51.33) Антоніо Дьякович (48.70)                            | 3:35.46 | NR       |
| 16    | 1      | 6       | Португалія      | Жао Коста (54.13) Габріел Лопес (1:00.57) Діого Рібейро (51.76) Мігел Нашсіменту (49.17)                             | 3:35.63 | NR       |
| 17    | 2      | 9       | Ізраїль         | Міхаель Лайтаровський (54.72) Рон Полонський (1:00.36) Гал Коен Грумі (51.80) Томер Франкель (49.59)                 | 3:36.47 |          |
| 18    | 1      | 3       | Мексика         | Дієго Камачо (56.03) Мігель де Лара (1:00.87) Хорхе Іга (52.65) Андрес Дупонт (47.70)                                | 3:37.25 | NR       |
| 19    | 2      | 0       | Швеція          | Бйорн Селіґер (56.38) Ерік Перссон (1:00.26) Оскар Гофф (53.96) Робін Гансон (48.97)                                 | 3:39.57 |          |
| 20    | 3      | 8       | Греція          | Апостолос Сіскос (56.65) Аркадіос Аспугаліс (1:01.64) Андреас Вазайос (53.75) Крістіан Голомєєв (49.98)              | 3:42.02 |          |
| 21    | 3      | 9       | Таїланд         | Тоннам Кантімол (58.20) Дуліават Каевсрійонг (1:07.13) Навафат Вонгчароен (54.90) Раттхавіт Тхамманантхачоте (52.30) | 3:52.53 |          |
| 22    | 3      | 0       | В'єтнам         | Май Тран Туан Анг (1:00.62) Пхам Тханг Бао (1:04.92) Го Нгуен Дуй Хоа (58.64) Луонг Жеремі Лоік Ніно (52.00)         | 3:56.18 |          |
| 23    | 1      | 2       | Нова Зеландія   | Ендрю Джефкоут (54.37) Джошуа Гілберт (1:00.91) Льюїс Клербурт (52.47) Камерон Грей                                  | DSQ     | DSQ      |
| 23    | 3      | 7       | Бразилія        | Гільєрме Бассето (54.18) Жоан Гомес Жуніор (1:00.08) Каікі Мота Марсело Черігіні                                     | DSQ     | DSQ      |
| 25    | 2      | 8       | Сінгапур        | DNS | DNS     | DNS      |

### Фінал
Фінал відбувся о 21:19 за місцевим часом.
| Місце | Доріжка | Країна          | Плавці                                                                                        | Час     | Примітки |
| ----- | ------- | --------------- | --------------------------------------------------------------------------------------------- | ------- | -------- |
| 1     | 4       | США             | Раян Мерфі (52.04) Нік Фінк (58.03) Дер Роуз (50.13) Джек Алексі (47.00)                      | 3:27.20 | CR       |
| 2     | 6       | Китай           | Сюй Цзяюй (53.39) Цінь Хайян (57.43) Ванг Чангао (51.56) Пань Чжаньле (46.62)                 | 3:29.00 | AS       |
| 3     | 3       | Австралія       | Бредлі Вудворд (53.38) Зак Стабблеті-Кук (59.25) Метью Темпл (50.10) Кайл Чалмерс (46.89)     | 3:29.62 |          |
| 4     | 5       | Франція         | Йоанн Ндує-Бруар (53.21) Леон Маршан (59.00) Максім Груссе (49.27) Адрієн Сальван (48.40)     | 3:29.88 |          |
| 5     | 8       | Велика Британія | Олівер Морган (53.25) Джеймс Вілбі (58.48) Джейкоб Пітерс (51.50) Метью Річардс (46.93)       | 3:30.16 |          |
| 6     | 1       | Японія          | Рьосуке Іріє (53.71) Іппей Ватанабе (59.41) Наокі Мідзунума (51.26) Кацухіро Мацумото (48.20) | 3:32.58 |          |
| 7     | 7       | Канада          | Хав'єр Асеведо (54.35) Джеймс Дергусофф (1:00.03) Джошуа Льєндо (50.66) Руслан Ґазієв (47.57) | 3:32.61 |          |
| 8     | 2       | Німеччина       | Оле Брауншвайґ (54.16) Лукас Мацерат (58.70) Ян Ерік Фрізе (52.16) Йоша Сальхов (47.89)       | 3:32.91 |          |